# August Chełkowski
August Chełkowski (Telkwice, 27 febbraio 1927 – Varsavia, 31 ottobre 1999) è stato un politico e fisico polacco, Maresciallo del Senato della Polonia dal 26 novembre 1991 al 15 ottobre 1993.